# Glochidion wallichianum
Glochidion wallichianum är en emblikaväxtart som beskrevs av Johannes Müller Argoviensis. Glochidion wallichianum ingår i släktet Glochidion och familjen emblikaväxter. Inga underarter finns listade i Catalogue of Life.